# Heptaptera angustifolia
Heptaptera angustifolia är en flockblommig växtart som först beskrevs av Antonio Bertoloni, och fick sitt nu gällande namn av Thomas Gaskell Tutin. Heptaptera angustifolia ingår i släktet Heptaptera och familjen flockblommiga växter. Inga underarter finns listade i Catalogue of Life.